# Henry Forster (1er baron Forster)
Pour les articles homonymes, voir Forster.
Henry William Forster (31 janvier 1866 – 15 janvier 1936), 1er baron Forster, est le septième gouverneur général d'Australie.

## Biographie
Il est né dans le Kent, en Angleterre d'un père officier. Il fait ses études au collège d'Eton puis à l'Université d'Oxford et épouse Rachel Montagu en 1890. Ils ont deux fils: John Forster et Alfred Henry Forster qui sont tous les deux tués pendant la Première Guerre mondiale et deux filles: Dorothy Charlotte Forster et Emily Rachel Forster (qui épouse l'anthropologue George Pitt-Rivers). C'est un excellent joueur de cricket et un passionné de bateau à voile et de course de chevaux.
Forster entre à la Chambre des communes comme député conservateur de la circonscription de Sevenoaks en 1892. Il occupe un poste ministériel de second plan dans le gouvernement conservateur de Lord Salisbury et dans le gouvernement de coalition de l'époque de guerre. En 1919 il est nommé baron et peut entrer à la Chambre des lords. En juin 1920, on lui propose le poste de gouverneur général d'Australie et il l'accepte. 
C'est la première fois que le gouvernement australien est consulté sur le choix du gouverneur général. Le Ministre des Colonies britannique, Lord Milner, envoie au Premier Ministre australien, Billy Hughes, deux autres propositions de candidats avant qu'Hughes fasse son choix. Hughes semble avoir préféré Forster parce que c'est un homme modeste qu'il pense pouvoir diriger. Sa réputation d'homme sportif semble aussi être intervenue dans le choix.
Forster arrive en Australie en octobre 1920. Il s'aperçoit très vite que l'atmosphère sympathique des milieux politiques australiens de l'avant guerre a été remplacée par une époque de querelles au cours de la Première Guerre mondiale. Hughes et son parti national dominent la scène politique. Le parti travailliste est passé dans une opposition anti-impérialiste et pacifiste et se montrait beaucoup plus marqué par le socialisme.
Mais Forster cependant n'intervint jamais directement dans les problèmes politiques connus par l'Australie pendant les cinq ans où il fut gouverneur général. Il y eut un seul changement de gouvernement pendant son mandat, quand Hughes fut remplacé par Stanley Bruce en février 1923, mais Forster ne prit pas part aux manœuvres qui accompagnèrent ce changement. L'Australie était devenue plus indépendante et plus sûre d'elle pour ses relations internationales et le rôle du gouverneur général avait fortement diminué. Le prédécesseur de Forster, Munro-Ferguson, avait su résister à cette tendance; mais Forster n'avait pas une personnalité assez forte pour faire de même.
Le rôle de Forster se rapproche beaucoup de celui des nouveaux gouverneurs généraux: inauguration des foires et fêtes, visites d'hôpitaux, présidence des grandes compétitions, des bals et banquets. Il en résulte pour lui une popularité considérable que n'ont pas ses prédécesseurs, mais a une influence beaucoup plus faible qu'eux. Forster et sa femme se consacrèrent aux œuvres de charité et passèrent beaucoup de temps à voyager dans le pays, inaugurant des monuments aux morts et faisant de grands discours patriotiques.
Les Forster quittent l'Australie en octobre 1925, aimés et ignorés. Ils s'installent près de Southampton et y vivent tranquillement jusqu'à la mort de Lord Forster en 1936.